# Auguste Billiemaz (homme politique, 1889-1959)
Pour les articles homonymes, voir Auguste Billiemaz et Billiemaz.
Auguste Billiemaz, né le 22 septembre 1889 à Belley (Ain) et mort le 1er février 1959 à Bellegarde-sur-Valserine (Ain), est un homme politique français.

## Biographie
Il est pharmacien à Bellegarde,.
Il siège au conseil municipal de Bellegarde à partir de 1932 et est adjoint au maire jusqu'en 1944.
De 1951 à 1955, il est député de l'Ain.
Il est membre du MRP et siège dans son groupe parlementaire à l'Assemblée nationale jusqu'en 1955.
En 2003, le conseil municipal de Bellegarde-sur-Valserine accepte de renommer le "Parc des Bords du Rhône" et de lui donner le nom "Espace Auguste Marie et Edmée Billiemaz".